# Kościół Gustawa Adolfa we Wrocławiu
Kościół Pamięci Króla Gustawa Adolfa we Wrocławiu (niem. Gustav-Adolf-Gedächtniskirche) – świątynia luterańska wybudowana na osiedlu Sępolno w latach 1932-1933. Obecnie należy do parafii św. Krzysztofa.

## Historia i wyposażenie
W wyniku rozpisanego przez radę kościelną konkursu wybrano projekt Alberta Kemptera. 6 listopada 1932 położono kamień węgielny, a równo rok później, 6 listopada 1933, poświęcono nowo otwartą świątynię. Nadano jej tytuł Kościoła Pamięci Króla Gustawa Adolfa na cześć króla Szwecji, Gustawa Adolfa Wazy, który walczył po stronie protestanckiej w wojnie trzydziestoletniej i poległ w 1632 w bitwie pod Lützen. Kościół został zbudowany z cegły w stylu modernistycznym, pomyślany jako nowoczesny typ bazyliki z frontową wieżą. 
Po wojnie działała nadal przy nim parafia luterańska. Znajdujące się w kościele organy firmy Sauer, w 1951 roku (świątynia była wówczas czynna duszpastersko) zostały "przejęte" na rzecz rzymskokatolickiej archikatedry wrocławskiej, gdzie zostały wykorzystane do budowy echoorganów umieszczonych nad sklepieniem prezbiterium. W 1952 kościół został bezprawnie przejęty dekretem przez władze świeckie i zamieniony na kino "Światowid" oraz dom kultury. W 1996 budynek wrócił do własności Kościoła Ewangelicko-Augsburskiego w RP. Po renowacji i dostosowaniu zmienionego wnętrza do pierwotnej funkcji, świątynię oddano do użytku w 1999. Wtedy też kościół otrzymał mały mechaniczny pozytyw organowy, sprowadzony z Holandii.

## Czasy obecne
Obecnie kościół pełni funkcję pomocniczego parafii ewangelicko-augsburskiej św. Krzysztofa (siedziba tej parafii znajduje się przy kościele Gustawa Adolfa). Współużytkownikiem świątyni od 2007 roku jest Społeczność Chrześcijańska we Wrocławiu, ewangelikalny zbór należący dawniej do Kościoła Chrystusowego w RP, a obecnie, jako Kościół DOM Wrocław, należący do Kościoła Zielonoświątkowego w RP. Społeczność organizuje w budynku kościoła zajęcia dla dzieci i młodzieży, w tym kluby środowiskowe i zajęcia artystyczne, również dla dzieci z dzielnicy Sępolno. Nabożeństwa Społeczności odbywają się w każdą niedzielę o godzinie 11:00.